# Bankenviertel
Bankenviertel (distrito bancario) es el distrito financiero de Fráncfort, Alemania. Designa una zona del centro de la ciudad donde tienen sus oficinas muchos bancos, aseguradoras y otras instituciones financieras. Es el centro financiero más importante de Alemania y uno de los mayores de Europa, junto con La Défense en París y la City y Canary Wharf en Londres.
No tiene límites oficiales ni estrictos, y se define habitualmente como el oeste de Innenstadt, el sur de Westend y el este de Bahnhofsviertel.

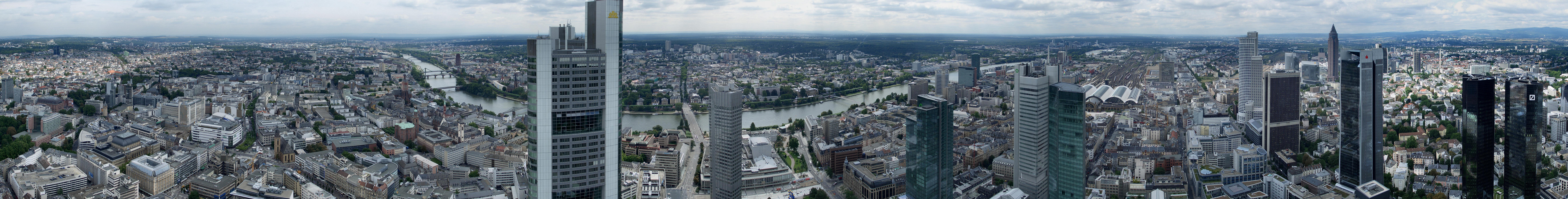
Vista desde el mirador de la Main Tower: Innenstadt (izquierda), Bahnhofsviertel (centro) y Westend (derecha)

## Localización

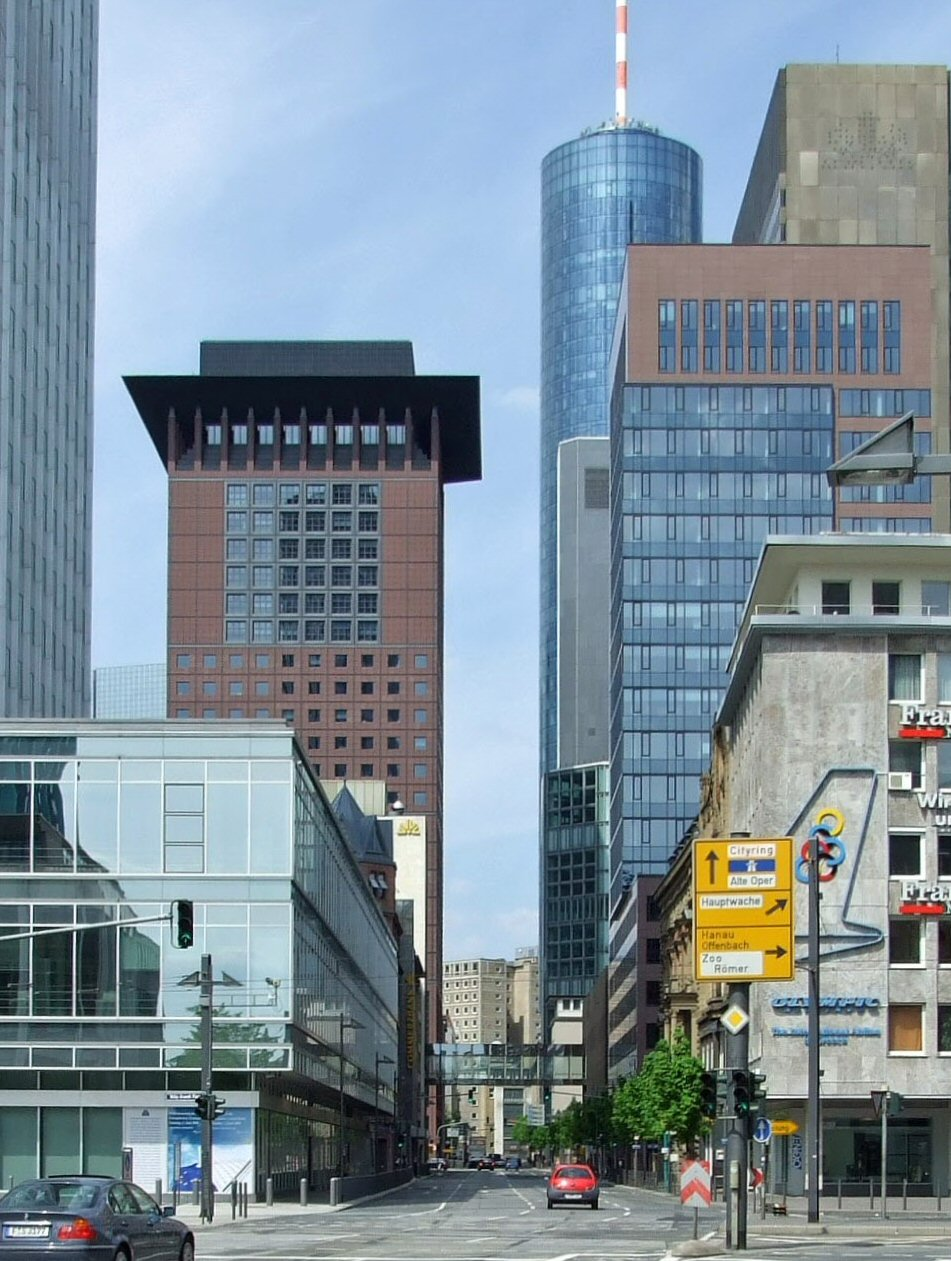
Neue Mainzer Straße

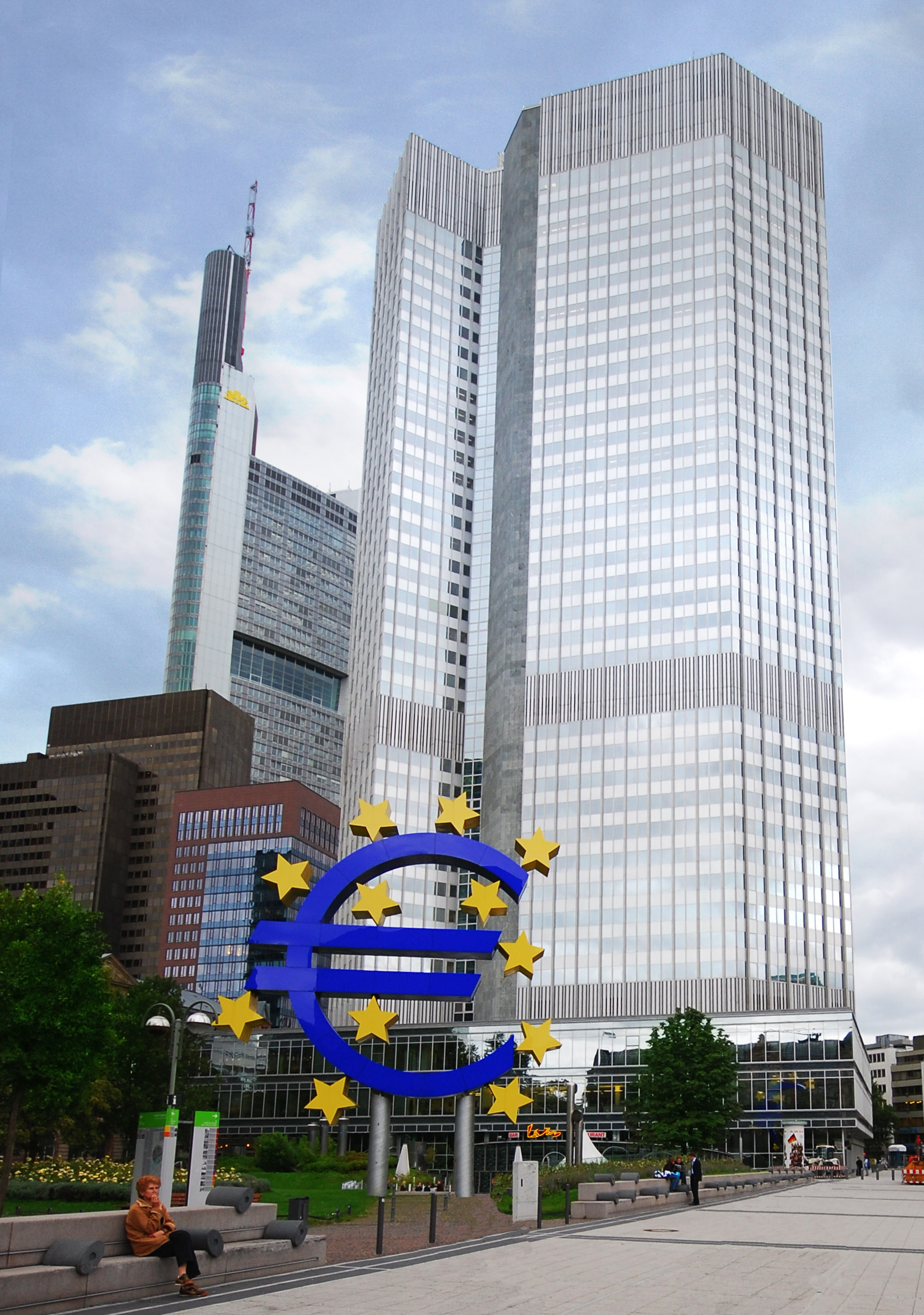
Eurotower, sede del Banco Central Europeo

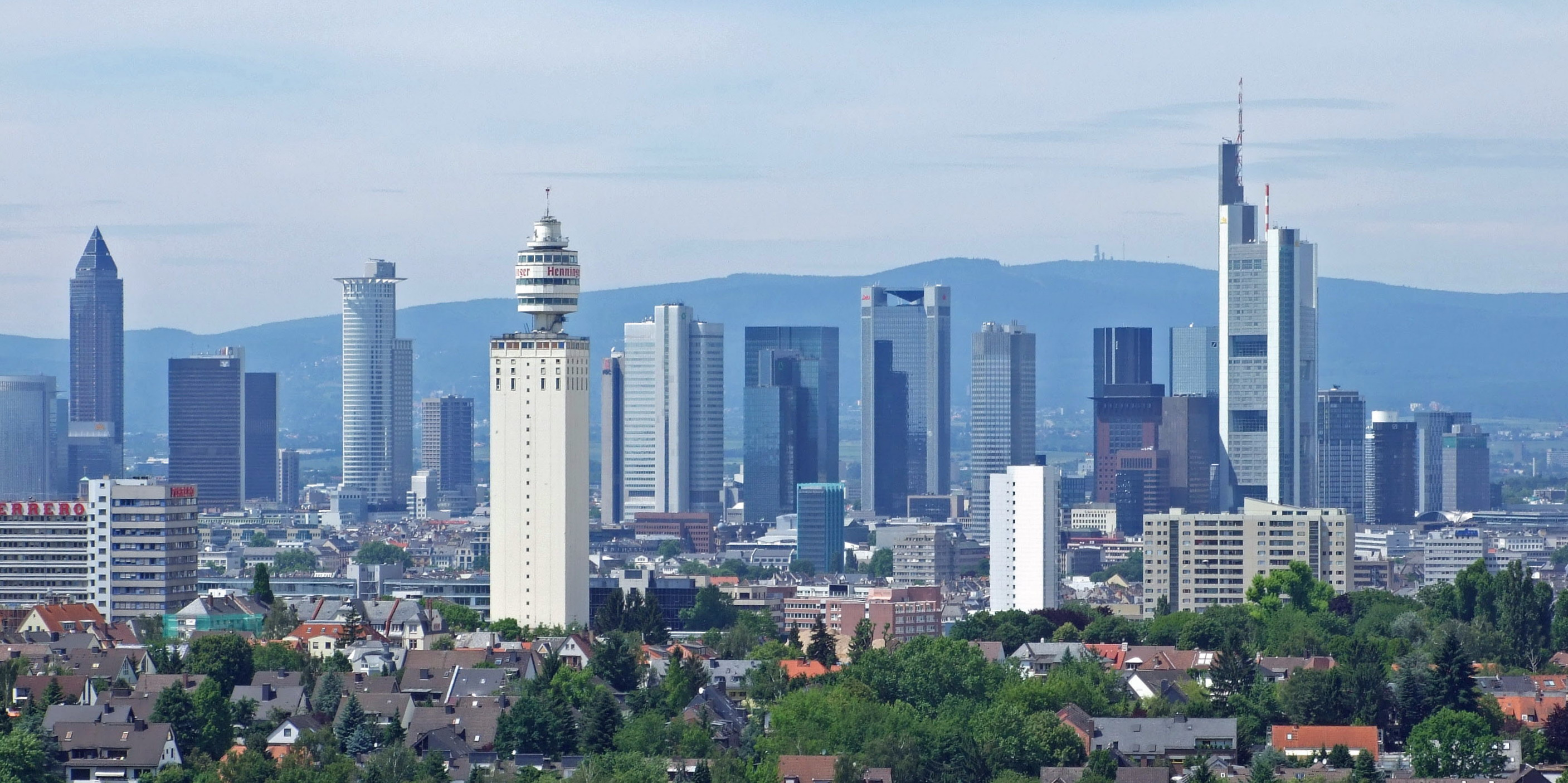
Vista desde la Torre de Goethe, en el sur

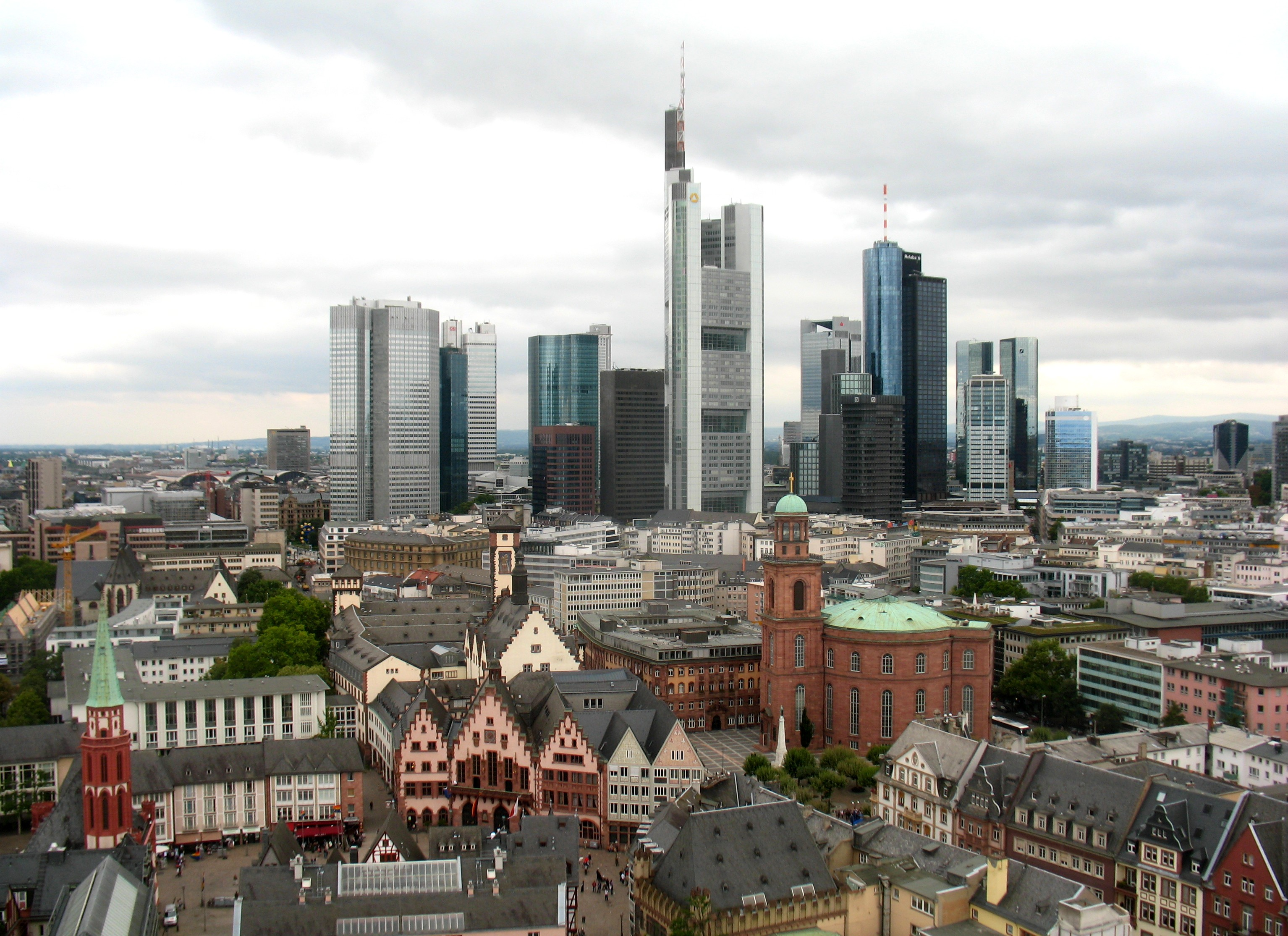
Vista desde la Catedral de Fráncfort

Bankenviertel no es un distrito oficial de la ciudad, por lo que no tiene límites definidos. Se extiende entre tres distritos: el oeste de Innenstadt, el sur de Westend y el este de Bahnhofsviertel. Aquí se sitúan las sedes corporativas de muchos de los grandes bancos de Alemania, como Deutsche Bank, Commerzbank, DZ Bank y Helaba, así como las oficinas representativas de bancos extranjeros. Es la zona donde se sitúan la mayoría de los rascacielos de Fráncfort. 
El centro de Bankenviertel se sitúa a ambos lados de Taunusanlage y Gallusanlage, y las calles de los alrededores (Neue Mainzer Straße, Junghofstraße, Kaiserstraße). Además, también forma parte de Bankenviertel la zona a ambos lados de Mainzer Landstraße, desde Taunusanlage hasta Platz der Republik, y Bockenheimer Landstraße, que comienza en Opernplatz. También la Bolsa de Fráncfort, a unos pocos cientos de metros al este de Opernplatz, se puede considerar parte del distrito financiero de Frankfurt, aunque geográficamente está en la periferia del Bankenviertel (pero más cerca del centro propiamente dicho).

## Empresas e instituciones financieras
| Institución financiera           | Edificio                                               | Dirección                                                                | Distrito                    |
| -------------------------------- | ------------------------------------------------------ | ------------------------------------------------------------------------ | --------------------------- |
| Bank of America                  | Main Tower                                             | Neue Mainzer Straße 52–58                                                | Innenstadt                  |
| Bank of China                    | Westend Duo                                            | Bockenheimer Landstraße 24                                               | Westend-Süd                 |
| Bank of Communications           | Bürohaus an der Alten Oper                             | Neue Mainzer Straße 69–75                                                | Innenstadt                  |
| Bank of Scotland                 | Japan Center                                           | Taunustor 2                                                              | Innenstadt                  |
| BHF Bank                         | BHF-Bank-Hochhaus                                      | Bockenheimer Landstraße 10                                               | Westend-Süd                 |
| Commerzbank                      | Commerzbank Tower Gallileo                             | Große Gallusstraße 17–19 Gallusanlage 7                                  | Innenstadt Bahnhofsviertel  |
| Crédit Agricole                  | Main Building                                          | Taunusanlage 14–19                                                       | Westend-Süd                 |
| Credit Suisse                    | Junghof Plaza                                          | Junghofstraße 16                                                         | Innenstadt                  |
| DekaBank                         | Trianon Skyper                                         | Mainzer Landstraße 16–24 Taunusanlage 1                                  | Westend-Süd Bahnhofsviertel |
| Deutsche Bank                    | Torres gemelas del Deutsche Bank Deutsche Bank IBCF    | Taunusanlage 12 Große Gallusstraße 10–14                                 | Westend-Süd Innenstadt      |
| DZ Bank                          | Westend Tower City-Haus                                | Westendstraße 1 Platz der Republik 6                                     | Westend-Süd                 |
| Banco Central Europeo            | Eurotower Eurotheum Bürohaus Neue Mainzer Straße 32–36 | Willy-Brandt-Platz 2 Neue Mainzer Straße 66–68 Neue Mainzer Straße 32–36 | Innenstadt                  |
| Helaba                           | Main Tower                                             | Neue Mainzer Straße 52–58                                                | Innenstadt                  |
| HSBC Trinkaus                    | Skyper                                                 | Taunusanlage 1                                                           | Bahnhofsviertel             |
| Houlihan Lokey                   | Skyper                                                 | Taunusanlage 1                                                           | Bahnhofsviertel             |
| ICICI Bank                       |                                                        | Mainzer Landstraße 69                                                    | Bahnhofsviertel             |
| JPMorgan Chase                   | Junghof Plaza                                          | Junghofstraße 14                                                         | Innenstadt                  |
| Merrill Lynch                    | Main Tower                                             | Neue Mainzer Straße 52–58                                                | Innenstadt                  |
| Metzler Bank                     | Metzler-Haus                                           | Große Gallusstraße 18                                                    | Innenstadt                  |
| Mizuho Financial Group           | Japan Center                                           | Taunustor 2                                                              | Innenstadt                  |
| Morgan Stanley                   |                                                        | Junghofstraße 13–15                                                      | Innenstadt                  |
| Nordea                           | Westend Windows                                        | Bockenheimer Landstraße 33–35                                            | Westend-Süd                 |
| Royal Bank of Scotland           |                                                        | Junghofstraße 22                                                         | Innenstadt                  |
| SEB                              |                                                        | Ulmenstraße 30                                                           | Westend-Süd                 |
| Société Générale                 | Garden Tower                                           | Neue Mainzer Straße 46–50                                                | Innenstadt                  |
| Standard & Poor's                | Main Tower                                             | Neue Mainzer Straße 52–58                                                | Innenstadt                  |
| The Bank of Tokyo-Mitsubishi UFJ |                                                        | Junghofstraße 24                                                         | Innenstadt                  |
| UBS                              | Opernturm                                              | Bockenheimer Landstraße 2–4                                              | Westend-Süd                 |
| UniCredit                        |                                                        | Mainzer Landstraße 23                                                    | Bahnhofsviertel             |

## Transporte público
Bankenviertel está muy bien comunicado con el transporte público. Ocho de las nueve líneas suburbanas del S-Bahn (S1-S6, S8, S9) pasan por las estaciones Hauptwache, Taunusanlage y la Estación Central de Fráncfort del Meno. Todas las líneas del centro de la ciudad del Metro tienen paradas en la zona: U1-U3 en Willy-Brandt-Platz y Hauptwache, U4 y U5 en Willy-Brandt-Platz y la Estación Central, U6 y U7 en Hauptwache y Alte Oper. La línea 12 del tranvía para en la Estación Central y Willy-Brandt-Platz, y las líneas 11, 16, 17 y 21 también paran en la Estación Central y Platz der Republik.